# 허리케인 카트리나

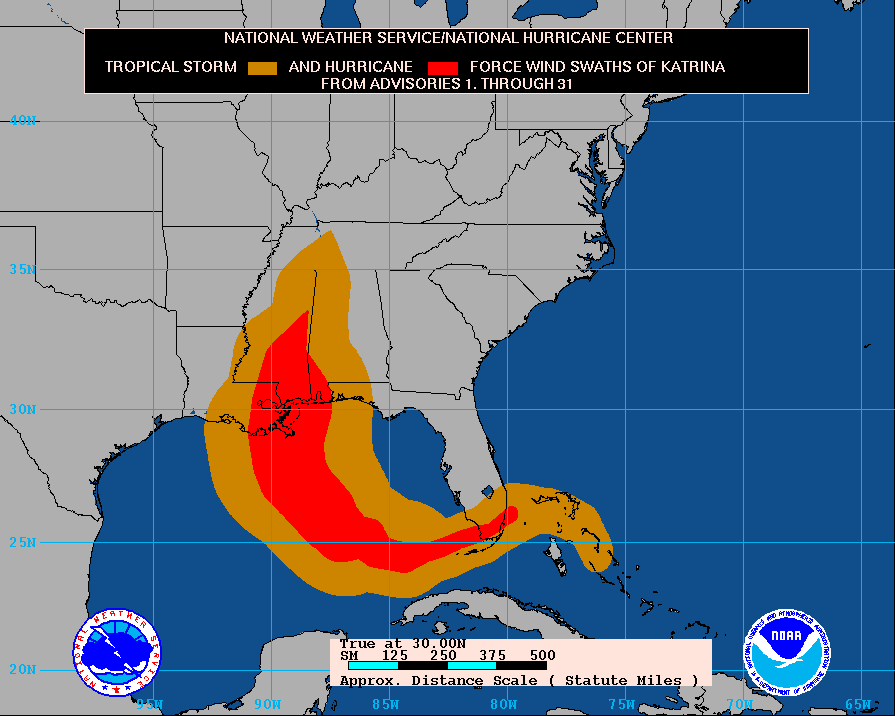
허리케인 카트리나의 자취

허리케인 카트리나(영어: Hurricane Katrina)는 2005년 8월 말, 미국 남동부를 강타한 초대형 허리케인으로 북대서양에서 발생한 허리케인 중 6번째로 강했다.
허리케인 카트리나는 플로리다주 나소군 동쪽 약 280 킬로미터의 열대성 저기압으로부터 발생했다. 마이애미데이드에 상륙하기 전에 1등급 허리케인으로 커졌다. 플로리다를 가로질러 남서쪽으로 움직인 후 멕시코만으로 빠져나갔고 2005년 8월 28일 꼬박 하룻동안 그곳에 머무르며 5등급에 도달하였다(당시 멕시코만은 수온이 평소에 비해 높았고 허리케인 카트리나가 어마어마한 크기로 커지게 되는 결정적인 원인을 제공해 주었다). 2005년 8월 29일 시속 225킬로미터의 강풍과 함께 3등급 허리케인으로 루이지애나 버라스-트라이엄프에 2차 상륙했다. 미국 동부 시간으로 8월 31일 오후 11시, 캐나다와의 국경에서 소멸하였다.

## 피해

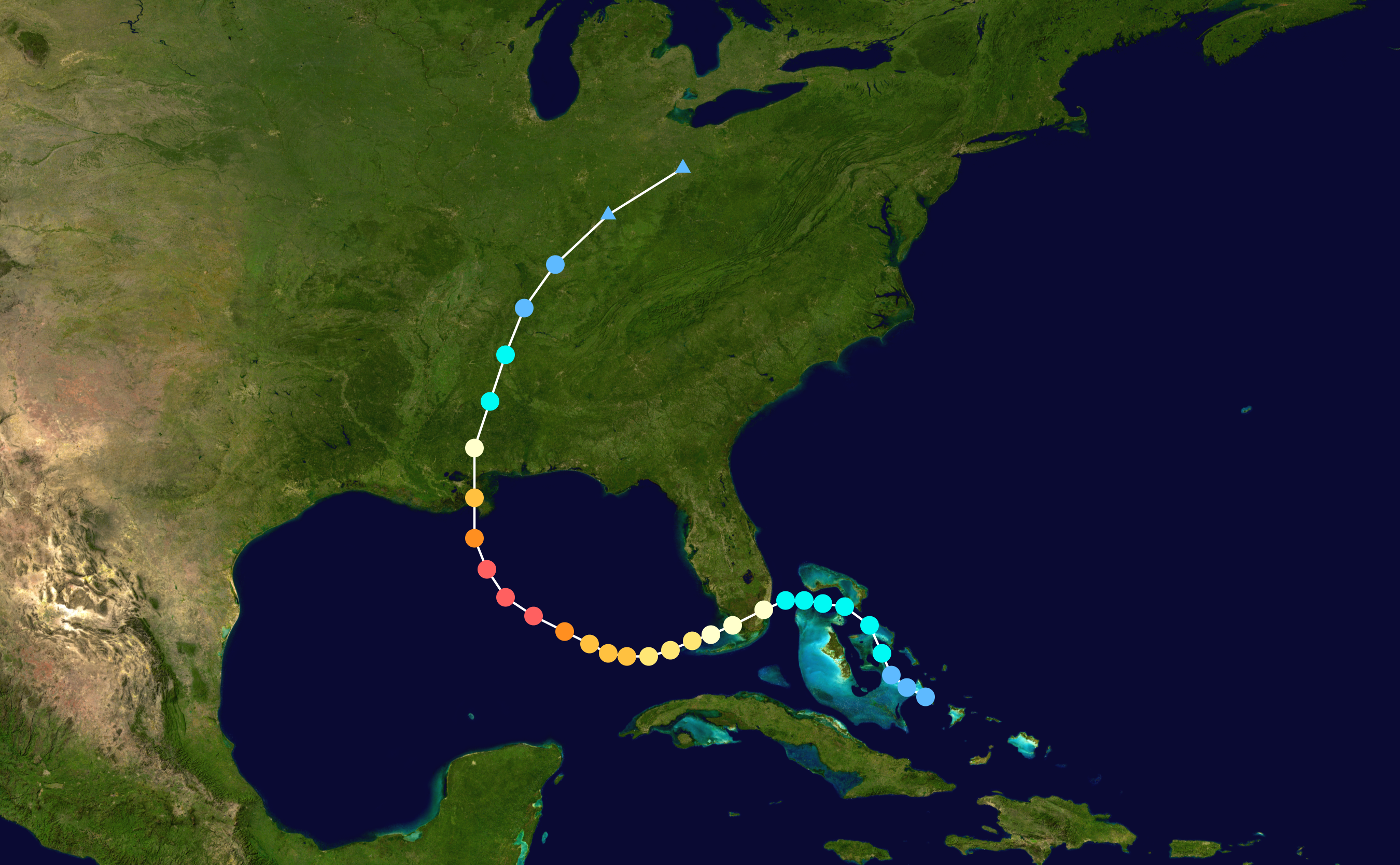
허리케인 카트리나의 이동 경로

허리케인 카트리나로 인해 가장 큰 피해를 입은 지역은 미국 뉴올리언스이다. 8월 30일 허리케인으로 인해 폰차트레인 호의 제방이 붕괴되면서 이 도시의 대부분의 지역에 물난리가 일어났다. 뉴올리언스는 지역의 80% 이상이 해수면보다 지대가 낮아 그 당시 들어온 물들이 빠지지 못하고 그대로 고여있는 상황이었다.
지역 주민 중 2만 명 이상이 실종되었고, 구조된 사람들은 인근 슈퍼돔에 6만 명 이상, 뉴올리언스 컨벤션 센터에 2만 명 이상 수용되었다. 두 수용시설은 전기가 끊긴 상황에서 물공급 및 환기마저 제대로 되지 않아 이재민들의 불만을 더욱 키웠다. 또한 수용시설과 폐허가 된 시가지에서 약탈, 총격전, 방화, 강간 등 각종 범죄가 계속 일어나고, 이재민의 대부분을 차지하는 흑인들의 인종갈등 조짐까지 보여 주정부 및 연방정부는 이 지역에 군 병력을 투입하는 등 대책을 마련했다.
미국 연방정부는 피해 복구에 대해 국제사회의 지원을 호소했으며, 이라크 지역에 파견된 군 병력 일부를 피해 지역에 추가 투입하였다. 또한 이 사건으로 인해 주변지역의 원유 생산시설이 멈추면서 유가 급등에 대한 우려도 커졌다.

### 폭풍해일 피해
행정구역 상 뉴올리언스 시는 뉴올리언스와, 동북 뉴올리언스 라고 써 놓은 지역에 해당된다. 뉴올리언스 시의 인구는 50만 명 정도이나 케너, 메터리, 그레트나 등 주변 위성 도시들까지 합한 메트로 뉴올리언스의 인구는 약 150만 명에 달한다. 위 사진에서 보이는 붉은 라인은 뉴올리언스의 제방의 위치를 나타내며, 뉴올리언스는 미시시피강과 북쪽의 폰차트레인 호수, 주변 습지 등으로 인하여 다리를 건너지 않고서는 육상으로 도달할 수 없는 사실상의 섬이다.
대형 허리케인으로 인한 뉴올리언스의 침수 피해는 카트리나가 처음이 아니며 뉴올리언스 시민들은 과거에도 같은 피해를 수 차례 경험한 바 있다. 가장 최근의 것은 1965년에 거의 동일한 경로로 뉴올리언스를 강타한 3급 허리케인 벳시의 경우로, 카트리나 발생하기 이전인 2005년 초 루이지애나 주립대에서 폭풍해일 컴퓨터 모델을 연구하는 하산 마시리키 교수는 뉴올리언스 인근을 통과하는 두 운하(GIWW: 멕시코만 연안 수로, MRGO: 미시시피강 출구 운하)로 인한 바닷물의 유입 효과에 주목했다. 그의 주장은 운하 건설 이전에 도시 북쪽 호수로 우회•범람하던 바닷물이(1915, 1947 좌측 그림), 운하 건설 이후 접근 거리가 짧아진 뉴올리언스 동편으로 대량 유입된다는 것이었다. (1965, 2005 우측 그림)?!

### 인명 피해
| 주                                                          | 지역 (군)                                   | 확인된 사망자 | 직접 사망자 | 보고된 실종자 |        |
| ----------------------------------------------------------- | ------------------------------------------- | ------------- | ----------- | ------------- | ------ |
| 앨라배마                                                    | Washington                                  | 2             | 0           |               |        |
| 플로리다                                                    | Broward                                     | 6             | 3           |               |        |
| 플로리다                                                    | Miami-Dade                                  | 5             | 1           |               |        |
| 조지아                                                      | Carroll                                     | 2             | 2           |               |        |
| 켄터키                                                      | Christian                                   | 1             | 1           |               |        |
| 루이지애나                                                  | Caddo                                       | 11            | 0           |               |        |
| 루이지애나                                                  | East Baton Rouge                            | 39            | 2           |               |        |
| 루이지애나                                                  | Iberia                                      | 6             | ?           |               |        |
| 루이지애나                                                  | Jefferson                                   | 152           | 20          |               |        |
| 루이지애나                                                  | Livingston 보관됨 2005-09-17 - 웨이백 머신  | 1             | 1           |               |        |
| 루이지애나                                                  | Orleans                                     | 154           | 154         |               |        |
| 루이지애나                                                  | Plaquemines 보관됨 2005-09-18 - 웨이백 머신 | 3             | 3           |               |        |
| 루이지애나                                                  | St. Bernard                                 | 68            | 67          |               |        |
| 루이지애나                                                  | St. Charles                                 | 3             | ?           |               |        |
| 루이지애나                                                  | St. Landry                                  | 1             | 0           |               |        |
| 루이지애나                                                  | St. Tammany 보관됨 2005-09-17 - 웨이백 머신 | 6             | 6           |               |        |
| 루이지애나                                                  | Tangipahoa 보관됨 2005-09-17 - 웨이백 머신  | 4             | 0?          |               |        |
| 미시시피                                                    | Adams                                       | 2             | 2           |               |        |
| 미시시피                                                    | Forrest                                     | 7             | ?           |               |        |
| 미시시피                                                    | Harrison                                    | 85            | ?           | 584           |        |
| 미시시피                                                    | Hancock                                     | 48            | ?           |               |        |
| 미시시피                                                    | Hinds                                       | 1             | 1           |               |        |
| 미시시피                                                    | Jackson                                     | 11            | ?           |               |        |
| 미시시피                                                    | Jones                                       | 12            | ?           |               |        |
| 미시시피                                                    | Lauderdale                                  | 2             | 2           |               |        |
| 미시시피                                                    | Leake                                       | 1             | 1           |               |        |
| 미시시피                                                    | Pearl River                                 | 17            | 17          |               |        |
| 미시시피                                                    | Simpson                                     | 1             | 1           |               |        |
| 미시시피                                                    | Stone                                       | 1             | 1           |               |        |
| 미시시피                                                    | Warren                                      | 1             | 1           |               |        |
| 오하이오                                                    | Jefferson                                   | 2             | 0           |               |        |
| 기타                                                        | Evacuees 보관됨 2005-09-19 - 웨이백 머신    | 57            | 0           |               |        |
| 합계                                                        | 합계                                        | 712+          | 286+        | 2,576+        | 2,576+ |
| 참조: 서로 다른 출처와 보고된 시간에 따라 집계가 차이가 남. |                                             |               |             |               |        |

오른쪽 차트에서 보는 바와 같이, 여러 지역에서 확인되지 않은 사망자 수가 보고되고 있다. 이것들은 각 지방 통신사에서 사망자 수를 확인한 것이다. 직접 사망자수는 허리케인의 해양에서의 영향 또는 폭풍우와 홍수, 해일 등의 직접적인 영향에 의해서 죽은 사망자를 이르는 말이다. 간접 사망자 수는 허리케인과 관련있는 사고(자동차 사고를 포함하여), 화재 또는 다른 사건들에 의한 사망자들을 이르는 말이다.
9월 3일 미국 상원의원 데이비드 비터(R-LA)는 허리케인 카트리나로 인한 사망자 수가 루이지애나주에서만 1만 명에 이를 것이라고 말했다.
9월 6일 미연방 재난관리청(FEMA)은 너무나 많은 곳에서 희생자가 나오고 있기 때문이라고 말하면서 희생자를 찾는 구조원들의 활동에 언론인들의 동행 취재를 금지한다고 밝혔다. 같은 시간 FEMA는 기자들에게 시체의 사진을 찍는 행위를 멈출 것을 요청했다.

#### 위생과 보건 관련
미국 질병관리센터(CDC)는 9월 7일, 멕시코만으로부터의 박테리아인 비브리오 패혈균에 오염된 식수에 의한 박테리아 감염으로 5명이 사망했다고 보고했다.

## 같이 보기
- 1953년 북해 홍수
- 허리케인 앤드루
- 허리케인 리타
- 허리케인 하비
- 허리케인 로라